# Grand Prix Kanady 1980
Grand Prix Kanady 1980 (oficiálně XIX Grand Prix Labatt du Canada) se jela na okruhu Circuit Île Notre-Dame v Montréalu v Kanadě dne 28. září 1980. Závod byl třináctým v pořadí v sezóně 1980 šampionátu Formule 1.

## Kvalifikace
| Poř.   | No. | Jezdec                | Konstruktér     | Čas      | Ztráta  |
| ------ | --- | --------------------- | --------------- | -------- | ------- |
| 1      | 5   | Nelson Piquet         | Brabham-Ford    | 1:27.328 | -       |
| 2      | 27  | Alan Jones            | Williams-Ford   | 1:28.164 | + 0.836 |
| 3      | 25  | Didier Pironi         | Ligier-Ford     | 1:28.322 | + 0.994 |
| 4      | 23  | Bruno Giacomelli      | Alfa Romeo      | 1:28.575 | + 1.247 |
| 5      | 28  | Carlos Reutemann      | Williams-Ford   | 1:28.663 | + 1.335 |
| 6      | 21  | Keke Rosberg          | Fittipaldi-Ford | 1:28.702 | + 1.374 |
| 7      | 7   | John Watson           | McLaren-Ford    | 1:28.755 | + 1.427 |
| 8      | 22  | Andrea de Cesaris     | Alfa Romeo      | 1:29.026 | + 1.698 |
| 9      | 26  | Jacques Laffite       | Ligier-Ford     | 1:29.130 | + 1.802 |
| 10     | 6   | Héctor Rebaque        | Brabham-Ford    | 1:29.377 | + 2.049 |
| 11     | 29  | Riccardo Patrese      | Arrows-Ford     | 1:29.400 | + 2.072 |
| 12     | 8   | Alain Prost           | McLaren-Ford    | 1:29.804 | + 2.476 |
| 13     | 15  | Jean-Pierre Jabouille | Renault         | 1:29.932 | + 2.604 |
| 14     | 31  | Eddie Cheever         | Osella-Ford     | 1:29.937 | + 2.609 |
| 15     | 3   | Jean-Pierre Jarier    | Tyrrell-Ford    | 1:30.070 | + 2.742 |
| 16     | 20  | Emerson Fittipaldi    | Fittipaldi-Ford | 1:30.294 | + 2.966 |
| 17     | 12  | Elio de Angelis       | Lotus-Ford      | 1:30.316 | + 2.988 |
| 18     | 11  | Mario Andretti        | Lotus-Ford      | 1:30.559 | + 3.231 |
| 19     | 14  | Jan Lammers           | Ensign-Ford     | 1:30.668 | + 3.340 |
| 20     | 4   | Derek Daly            | Tyrrell-Ford    | 1:30.791 | + 3.463 |
| 21     | 30  | Jochen Mass           | Arrows-Ford     | 1:30.831 | + 3.503 |
| 22     | 2   | Gilles Villeneuve     | Ferrari         | 1:30.855 | + 3.527 |
| 23     | 16  | René Arnoux           | Renault         | 1:30.912 | + 3.584 |
| 24     | 43  | Mike Thackwell        | Tyrrell-Ford    | 1:31.036 | + 3.708 |
| 25     | 9   | Marc Surer            | ATS-Ford        | 1:31.169 | + 3.841 |
| 26     | 1   | Jody Scheckter        | Ferrari         | 1:31.688 | + 4.360 |
| 27     | 50  | Rupert Keegan         | RAM-Ford        | 1:32.638 | + 5.310 |
| 28     | 41  | Kevin Cogan           | RAM-Ford        | 1:32.745 | + 5.417 |
| Zdroj: |     |                       |                 |          |         |

## Závod
| Poř.   | No. | Jezdec                | Konstruktér     | Počet kol | Čas/Odstoupení    | Pořadí na startu | Body |
| ------ | --- | --------------------- | --------------- | --------- | ----------------- | ---------------- | ---- |
| 1      | 27  | Alan Jones            | Williams-Ford   | 70        | 1:46:45.53        | 2                | 9    |
| 2      | 28  | Carlos Reutemann      | Williams-Ford   | 70        | +15.54            | 5                | 6    |
| 3      | 25  | Didier Pironi         | Ligier-Ford     | 70        | +19.07            | 3                | 4    |
| 4      | 7   | John Watson           | McLaren-Ford    | 70        | +30.98            | 7                | 3    |
| 5      | 2   | Gilles Villeneuve     | Ferrari         | 70        | +55.23            | 22               | 2    |
| 6      | 6   | Héctor Rebaque        | Brabham-Ford    | 69        | +1 kolo           | 10               | 1    |
| 7      | 3   | Jean-Pierre Jarier    | Tyrrell-Ford    | 69        | +1 kolo           | 15               |      |
| 8      | 26  | Jacques Laffite       | Ligier-Ford     | 68        | Nedostatek paliva | 9                |      |
| 9      | 21  | Keke Rosberg          | Fittipaldi-Ford | 68        | +2 kola           | 6                |      |
| 10     | 12  | Elio de Angelis       | Lotus-Ford      | 68        | +2 kola           | 17               |      |
| 11     | 30  | Jochen Mass           | Arrows-Ford     | 67        | +3 kola           | 21               |      |
| 12     | 14  | Jan Lammers           | Ensign-Ford     | 66        | +4 kola           | 19               |      |
| Ret    | 8   | Alain Prost           | McLaren-Ford    | 41        | Zavěšení          | 12               |      |
| Ret    | 16  | René Arnoux           | Renault         | 39        | Brzdy             | 23               |      |
| Ret    | 15  | Jean-Pierre Jabouille | Renault         | 25        | Zavěšení          | 13               |      |
| Ret    | 5   | Nelson Piquet         | Brabham-Ford    | 23        | Motor             | 1                |      |
| Ret    | 11  | Mario Andretti        | Lotus-Ford      | 11        | Motor             | 18               |      |
| Ret    | 22  | Andrea de Cesaris     | Alfa Romeo      | 8         | Motor             | 8                |      |
| Ret    | 31  | Eddie Cheever         | Osella-Ford     | 8         | Palivový systém   | 14               |      |
| Ret    | 20  | Emerson Fittipaldi    | Fittipaldi-Ford | 8         | Převodovka        | 16               |      |
| Ret    | 23  | Bruno Giacomelli      | Alfa Romeo      | 7         | Šasi              | 4                |      |
| Ret    | 29  | Riccardo Patrese      | Arrows-Ford     | 6         | Nehoda            | 11               |      |
| Ret    | 4   | Derek Daly            | Tyrrell-Ford    | 0         | Nehoda            | 20               |      |
| Ret    | 43  | Mike Thackwell        | Tyrrell-Ford    | 0         | Vůz řídil Jarier  | 24               |      |
| DNQ    | 9   | Marc Surer            | ATS-Ford        |           |                   |                  |      |
| DNQ    | 1   | Jody Scheckter        | Ferrari         |           |                   |                  |      |
| DNQ    | 50  | Rupert Keegan         | Williams-Ford   |           |                   |                  |      |
| DNQ    | 51  | Kevin Cogan           | Williams-Ford   |           |                   |                  |      |
| Zdroj: |     |                       |                 |           |                   |                  |      |

## Průběžné pořadí po závodě
Pohár jezdců
| Pořadí | Jezdec           | Body    |
| ------ | ---------------- | ------- |
| 1      | Alan Jones       | 62      |
| 2      | Nelson Piquet    | 54      |
| 3      | Carlos Reutemann | 40 (43) |
| 4      | Jacques Laffite  | 32      |
| 5      | René Arnoux      | 29      |
| Zdroj: |                  |         |

Pohár konstruktérů
| Pořadí | Konstruktér   | Body |
| ------ | ------------- | ---- |
| 1      | Williams-Ford | 105  |
| 2      | Ligier-Ford   | 60   |
| 3      | Brabham-Ford  | 55   |
| 4      | Renault       | 38   |
| 5      | Tyrrell-Ford  | 12   |
| Zdroj: |               |      |